# Банда Евгения Хорькова
Банда Евгения Хорькова — организованная преступная группировка, действовавшая в городе Каменск-Уральский Свердловской области в 1994 — 1997 годах.

## Создание банды
Банда была создана в 1994 году бывшим тренером по велоспорту Евгением Ивановичем Хорьковым. Он создал группировку под видом службы безопасности Каменск-Уральского мясокомбината, руководителем которой и являлся. Большинство участников банды составляли бывшие сотрудники органов внутренних дел или те, кто успел послужить в «горячих точках».
Постепенно банда трансформировалась в хорошо организованную преступную группировку. Она делилась на пятерки, причем у каждой пятерки было несколько автомобилей (всего в распоряжении группировки было 45 машин). ОПГ была разделена на три небольшие группы, одна из которых отвечала за материально-техническое снабжение и арсенал, а две другие специализировались на рэкете и разбоях. В распоряжении бандитов были пистолеты, автоматы, снайперские винтовки, бомбы, мины, оптические прицелы, сканирующие радиостанции, бронежилеты, современные рации, государственные регистрационные автомобильные номера и приборы ночного видения. У группировки были даже бронетранспортёр и вертолёт (под который арендовалась посадочная площадка в одной из воинских частей), которые, впрочем, никогда не использовались в преступной деятельности.
Всего в группировку входило 19 человек, в том числе два действующих сотрудника милиции — старший уполномоченный (впоследствии начальник Межрегионального отделения управления по борьбе с организованной преступностью ГУВД Свердловской области) Сергей Васьков и сотрудник отдела вневедомственной охраны УВД Каменска-Уральского Сергей Сазонов.

## Криминальная деятельность
Основным видом деятельности группировки был рэкет коммерсантов Каменска-Уральского. Главарь ОПГ с помощью угроз заставлял бизнесменов устраивать в охрану их предприятий и организаций подчиненных ему бандитов, которые не работали, но исправно получали зарплату и контролировали деятельность своих работодателей, которые не решались отказаться от «крышевания». Подконтрольные группировке предприятия вынуждены были бесплатно передать бандитам служебные помещения, автомобили и финансировать приобретение спецтехники. Группировке удалось установить криминальный контроль над рядом организаций, в том числе над крупными предприятиями Каменска-Уральского — рестораном «Пинта», производителем пива и безалкогольных напитков ТОО «Кампи», кондитерской фабрикой «Факон» и МП автотранспорта.
Кроме этого, бандиты занимались вымогательством денег и квартир у владельцев продуктовых ларьков, кражами и угонами автомобилей.
Сотрудники уголовного розыска Каменск-Уральского УВД вышли на след банды в 1995 году. Чуть позже к розыску бандитов присоединились и сотрудники местного УБОПа. Однако бандитам долгое время удавалось уходить от преследований с помощью Васькова и Сазонова. От них Хорьков и его подчиненные заблаговременно узнавали об оперативно-розыскных мероприятиях в отношении их группировки и успевали принимать контрмеры. Васьков не ставил на учет заявления от бизнесменов, деятельность которых бандиты пытались поставить под свой контроль, информировал Хорькова о том, как ведется следствие в отношении участников группировки, снабжал банду оружием, подписывая фальшивые акты о его списании. В обязанности Сазонова входило информационное обеспечение банды. Будучи сотрудником отделения военизированной охраны, он имел доступ к сведениям о том, когда и куда инкассаторы повезут деньги и в каком количестве, узнавая все до мельчайших подробностей. Получив эти сведения, бандиты разрабатывали планы нападения на инкассаторов и охранявших их милиционеров.

### Известные преступления
2 июня 1996 года банда совершила нападение на инкассатора ТОО «Радуга». Офис этой фирмы находился в комнате на втором этаже бывшего общежития. Бандиты, зная, когда привезут деньги, сделали из соседней комнаты пролом в стене и устроили засаду. Когда кассир и инкассатор вошли в помещение, бандиты открыли огонь по инкассатору. Он был ранен, но успел выскочить за дверь. Ударив кассира по голове и вырвав у него сумку с деньгами, бандиты выпрыгнули из окна на подвальный козырек, а оттуда на землю. Инкассатор стал стрелять по ним, но не попал. Налетчики успели скрыться на автомобиле.
Самым известным преступлением банды было нападение на инкассаторскую машину в селе Покровском 8 мая 1997 года. Сазонов сообщил бандитам об инкассаторском автомобиле, который перевозил пенсии в село Покровское. Бандиты тщательно спланировали это преступление, но им помешала случайность — инкассатор и сопровождавший его сотрудник милиции прибыли в Покровское немного раньше и, не застав на месте женщину-агента, которой надо было сдать деньги, решили развезти остальные по соседним деревням. Когда они вновь приехали в Покровское, у них осталось лишь около пятидесяти миллионов рублей. После того, как они подъехали к дому женщины, которой надо было сдать деньги, инкассатор Григорьев пошел к дому, а милиционер Ланцев остался в машине. В этот момент к дому на автомобиле УАЗ подъехали четверо бандитов. УАЗ перегородил дорогу инкассаторской машине, после чего бандиты из автоматов открыли огонь по Ланцеву и Григорьеву. Ланцев был убит, а тяжело раненого Григорьева бандиты посчитали мертвым. Убийцы забрали мешок с деньгами, сели в свой автомобиль (который был угнан бандитами еще 1 мая) и поехали, но на выезде из села двигатель УАЗа заглох. Тогда бандиты подожгли автомобиль и побежали через поле в сторону села Маминское.
Кто-то из местных жителей увидел бегущих людей в масках и с автоматами, и вызвал милицию. Весь район был оцеплен, на всех дорогах были выставлены блок-посты, милиционеры прочесывали поле, лес и проверяли все автомобили. В лесу милиционеры нашли автомат Ланцева, оружие бандитов и мешок из-под денег.

## Аресты, следствие и суд
На следующий день после разбойного нападения милиционеры остановили рейсовый автобус из Бекленищева, и кондуктор рассказал, что в Сосновке в автобус сели двое мужчин, которые явно нервничали и вели себя странно. Вскоре они были задержаны — это были бандиты Пименов и Комаров. Еще двоих налетчиков — Овсянникова и Злоказова — удалось задержать позже.
Пименов и Комаров сразу стали давать признательные показания, они признались и в совершении других разбоев, в которых они принимали участие. В последующие два дня милиции удалось задержать практически всех участников группировки, в том числе и Хорькова.
Уголовное дело банды насчитывало несколько десятков томов. В 2000 году начался судебный процесс над участниками группировки. Перед судом предстали 17 бандитов. Им вменялись 62 эпизода преступной деятельности, в том числе убийства, вымогательства, грабежи и разбойные нападения. Также им было предъявлено обвинение в бандитизме и организации преступного сообщества.
Городской суд Каменска-Уральского освободил из-под стражи в связи с отбытием срока во время предварительного и судебного следствия сразу 14 из 17 подсудимых. Вину ещё троих удалось доказать только по эпизоду нападения в мае 1997 года на инкассаторскую машину и убийству милиционера Сергея Ланцева.
Многие, в том числе Хорьков, были освобождены в зале суда, остальных приговорили к различным срокам лишения свободы.